# Bustelo de Fisteus
Bustelo de Fisteus (llamada oficialmente Santa Bárbara de Bustelo de Fisteus) es una parroquia y una aldea española del municipio de Quiroga, en la provincia de Lugo, Galicia.

## Organización territorial
La parroquia está formada por cuatro entidades de población:
- Barxas (As Barxas)
- Besarredonda (Vesarredonda)
- Bustelo de Fisteus
- Casadovello (Casa do Vello)

## Demografía

### Parroquia
| Gráfica de evolución demográfica de Bustelo de Fisteus (parroquia) entre 2000 y 2020 |
|                                                                                      |
| Datos según el nomenclátor publicado por el INE.                                     |

### Aldea
| Gráfica de evolución demográfica de Bustelo de Fisteus (aldea) entre 2000 y 2020 |
|                                                                                  |
| Datos según el nomenclátor publicado por el INE.                                 |